# Benchrestschießen
Das Benchrestschießen (aus dem Englischen Bench = Tisch, rest = Auflage) ist eine Form des Schießsports, die auf maximale Präzision ausgerichtet ist. Es wird mit einer Büchse geschossen. Es geht darum, auf kurze Entfernungen von 50 – 100 Metern  sogenannte Schussgruppen zu schießen unter allen Wetterbedingungen wie Hitzeflimmern und Windabdrift. Geschossen wird je nach Wettkampfklasse mit verschiedenen Kalibern : BR 50 auf 50 Meter (kann auch Indoor geschossen werden) im Kaliber .22 lfB (KK)  oder den klassischen BR Wettbewerben mit Zentralfeuer-Kalibern wie der  6 mm PPC, kurz 6ppc genannt. Beim Schießen wird die Waffe auf einen Tisch (Bench) und eine Stütze (Rest) aufgelegt.
Fast alle Benchrest-Büchsen sind Einzelanfertigungen, die Patronen werden bei Zentralfeuerbüchsen von Hand geladen um optimal auf einen bestimmten Matchlauf und dessen Patronenlager abgestimmt zu sein.

## Geschichte
Benchrest wurde von amerikanischen Büchsenmachern um 1840 begründet, die damit die extreme Präzision ihrer Waffen auch auf hohe Distanzen beweisen wollten. Meister der Büchsenmacherkunst schafften es, auf 200 Yards auf den Punkt zu treffen und zwar mit mehreren Schüssen aus der gleichen Waffe, trotz der Erhitzung des Laufs durch das Schießen. So garantierte Harry M. Pope im Jahr 1883 eine Präzision von 2,5 Zoll (63,5 mm) auf 200 Yards (182 m) für seine Vorderladerbüchsen. Das heißt, der Lauf war so perfekt, dass die Auftreffpunkte mehrerer Schüsse auf 182 Meter Entfernung nur 6,35 cm voneinander abwichen.
Die Ergebnisse dieses Schießens werden nicht wie üblicherweise in Ringen, sondern im Streukreis, den Durchmessern von Fünferschussgruppen, ermittelt. Meist wird in fünf Durchgängen zu je fünf Schuss geschossen, für die je sieben Minuten Zeit zur Verfügung stehen.
Die Sportart stellt hohe Anforderungen an die Waffe (hohe Stabilität, feste Bettung des Systems sowie Läufe mit hoher Qualität auch bei Erhitzung), die Munition (zumeist versucht jeder Schütze seine Munition selber zu fertigen), das Wiederladen sowie an den Schützen.

## Wettbewerbe
Es gibt grundsätzlich zwei Hauptgruppen im Bereich der Benchrest-Disziplinen. Entweder gilt es fünf Schuss auf einer Scheibe möglichst knapp beisammen zu treffen (wobei die Lage auf dem Ziel unerheblich ist), oder einen kleinen Punkt auf jeweils einer Scheibe zu beschießen. Die Entfernungen können variieren.
Der wahrscheinlich bekannteste Benchrest-Wettbewerb ist der Supershoot in Ohio (USA) in der Woche vor dem Memorial Day (letzter Montag im Mai) an dem 360 Schützen aus der ganzen Welt teilnehmen.
Eine weitere Disziplin, die sich auf das Schießen auf große Distanzen bezieht, ist das Long Range Shooting.